# پرچم ایالت آزاد اورنج
پرچم ایالت آزاد اورنج (به انگلیسی: Flag of the Orange Free State) پرچم رسمی ایالت آزاد اورنج، یکی از جمهوری‌های بوئر در جنوب آفریقا بود که از سال ۱۸۵۷ تا زمان اشغال آن توسط امپراتوری بریتانیا در سال ۱۹۰۲ مورد استفاده قرار می‌گرفت. این پرچم شامل هفت نوار افقی به رنگ سفید و نارنجی به‌صورت متناوب بود که در بخش بالا سمت چپ آن، پرچم هلند قرار داشت. این طراحی بازتابی از پیوندهای تاریخی و فرهنگی میان بوئرها و هلند بود.

## تاریخچه

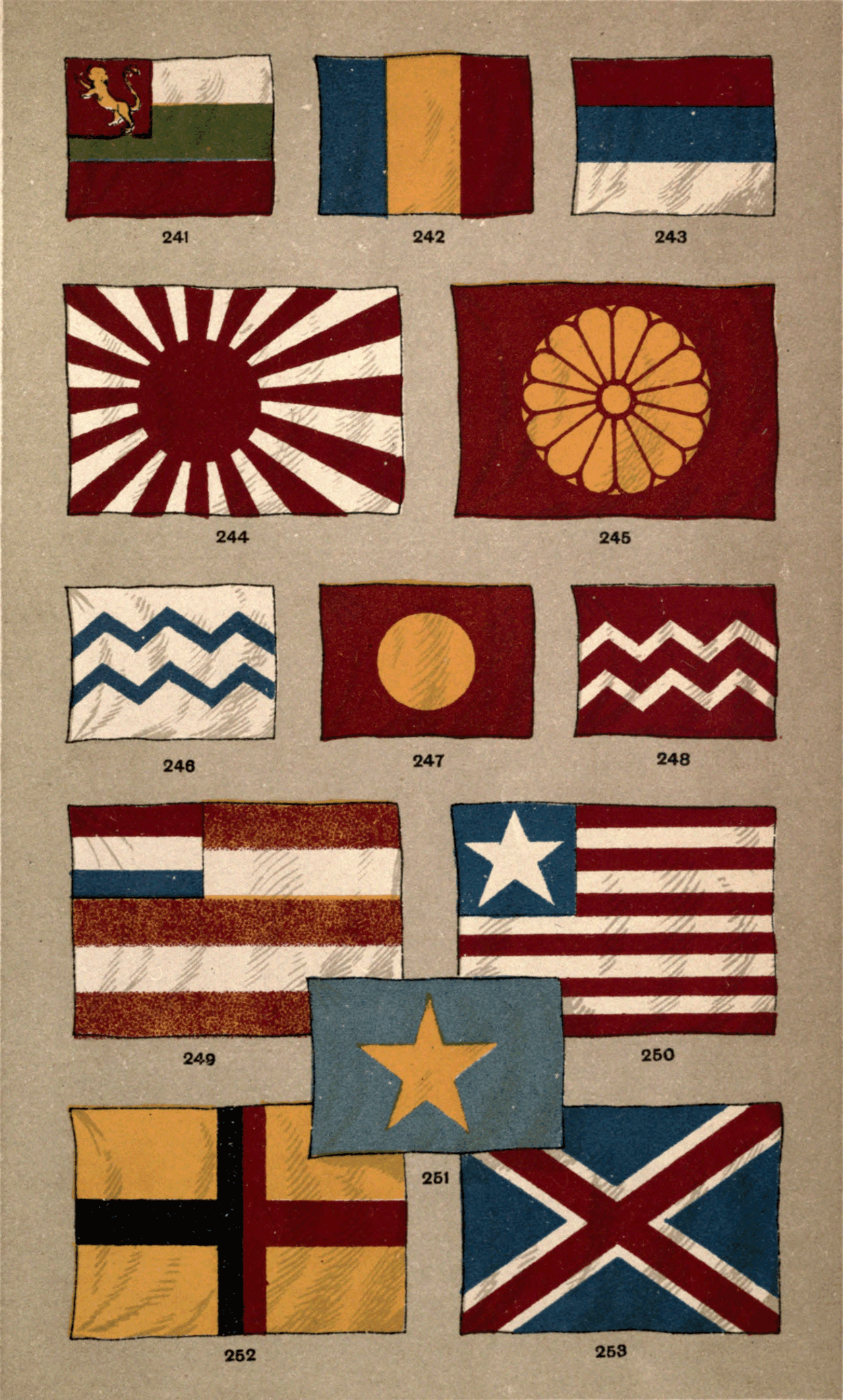
نسخه نادرست پرچم با پنج نوار، منتشرشده در کتاب پرچم‌های جهان (۱۸۹۶)

زمانی که ایالت آزاد اورنج در فوریهٔ ۱۸۵۴ به یک جمهوری مستقل تبدیل شد، دولت پرچمی با رنگ‌های قرمز، سفید و آبی برافراشت. جزئیات دقیق طراحی این پرچم در دست نیست، اما احتمالاً مشابه پرچم آن زمان هلند بوده‌است. با این حال، این پرچم موقتی در نظر گرفته شده بود، چراکه نخستین رئیس‌جمهور ایالت، یوسیاس فیلیپ هافمن، از پادشاه ویلیم سوم هلند (پادشاه از ۱۸۴۹ تا ۱۸۹۰) درخواست کرد که پرچم و نشان‌واره‌ای برای جمهوری تازه‌تأسیس — که نام خاندان سلطنتی هلند را بر خود داشت — طراحی کند. پادشاه با این درخواست موافقت کرد.
طراحی پرچم و نشان توسط «شورای عالی نجابت» (Hoge Raad van Adel) در هلند انجام شد. این نشان‌ها در ژانویهٔ ۱۸۵۶ به ایالت آزاد اورنج رسیدند. در ۲۸ فوریهٔ ۱۸۵۶، فولکس‌راد (مجلس قانون‌گذاری جمهوری) تصویب کرد که «طرح پرچم ارسالی از سوی پادشاه هلند به‌طور رسمی پذیرفته شود». این پرچم به‌طور رسمی از ۲۳ فوریهٔ ۱۸۵۷، سومین سالگرد تأسیس جمهوری، به کار گرفته شد.
این پرچم تا زمان انحلال جمهوری، یعنی ۳۱ مه ۱۹۰۲، مورد استفاده قرار داشت.
در سال‌های بعد، طراحی این پرچم در پرچم ملی آفریقای جنوبی (از ۱۹۲۸ تا ۱۹۹۴) نیز گنجانده شد و همچنین توسط موزه جنگ بوئر و یادمان فورت‌کرکر نیز استفاده شد.
این پرچم در موزیک‌ویدئوی ترانهٔ آفریکانس «دلا ری» اثر بوک فان بلرک نیز دیده می‌شود.

## توصیف
این پرچم از هفت نوار افقی به رنگ‌های سفید (چهار نوار) و نارنجی (سه نوار) تشکیل شده‌بود. در قسمت بالا و سمت چپ (گوشهٔ اهتزاز)، پرچم هلند جای گرفته بود.